# Chikara
Chikara is een Amerikaans professionele worstelorganisatie die in 2002 werd opgericht door worstelaars Mike Quackenbush en Reckless Youth. De organisatie richt zich op het tag team worstelen met veel invloeden van de lucha libre stijl. Worstelaars worden bij Chikara onderverdeeld in twee groepen. De tecnicos, de goeden, en de rudos, de kwaden. Door de invloeden van lucha libre worstelen vele worstelaars bij Chikara met een masker. 

## Geschiedenis
Chikara begon als een worstelschool waar leerlingen konden leren worstelen. Al snel veranderde Chikara in een worstelpromotie die bedoeld was om het talent van de leerlingen te laten zien. De eerste show, op 25 mei 2002, bevatte niet alleen leerlingen van de worstelschool maar ook verschillende andere worstelaars zoals Don Montoya, CM Punk, Colt Cabana, Chris Hero, Love Bug, Marshal Law en Blind Rage. Chikara kreeg al snel met een rechtszaak te maken doordat buurtbewoners klaagden over de grote groepen mensen die afkwamen op de relatief kleine 'Wrestle Factory', de naam van het gebouw waar de shows van Chikara werden gehouden. De buurtbewoners kregen hun gelijk en dit zorgde ervoor dat Chikara tot oktober 2002 geen shows hield. Worstelaars van Chikara worstelde in de tussentijd bij andere promoties zoals IWA-MS. Chikara maakte een deal met de St. John’s Lutheran Church in Allentown om hun shows daar te houden. 
De worstelschool van Chikara verhuisde in 2005 van Allentown naar Philadelphia en verzorgde daar ook de training voor Combat Zone Wrestling waardoor de naam van de worstelschool veranderde in CZW/Chikara Wrestle Factory. In 2007 stopte deze samenwerkingsverband waardoor de naam terug veranderde naar Chikara Wrestle Factory. In februari 2012 produceerde Chikara een internet comic, geschreven door Joey Esposito en getekend door Alex Cormack, die de geheime oorsprong van worstelaar Frightmare vertelt.

## Chikara-team

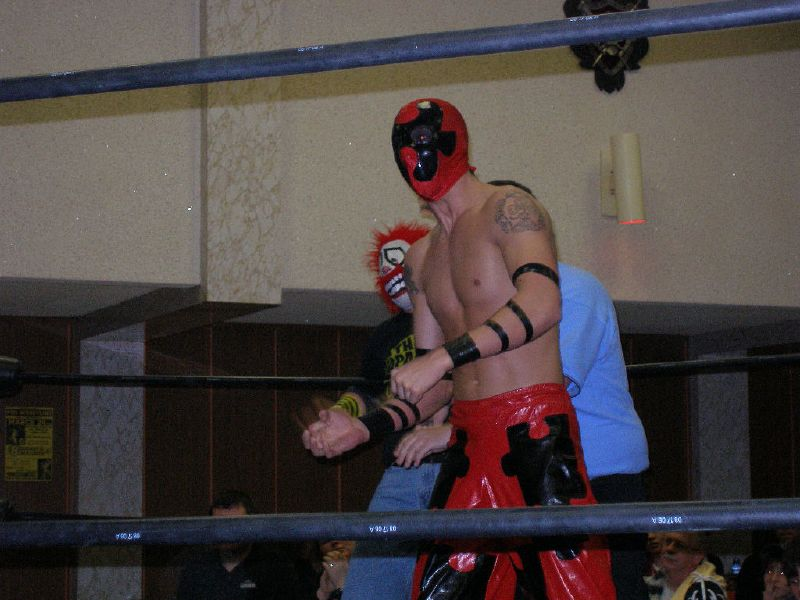
Jigsaw

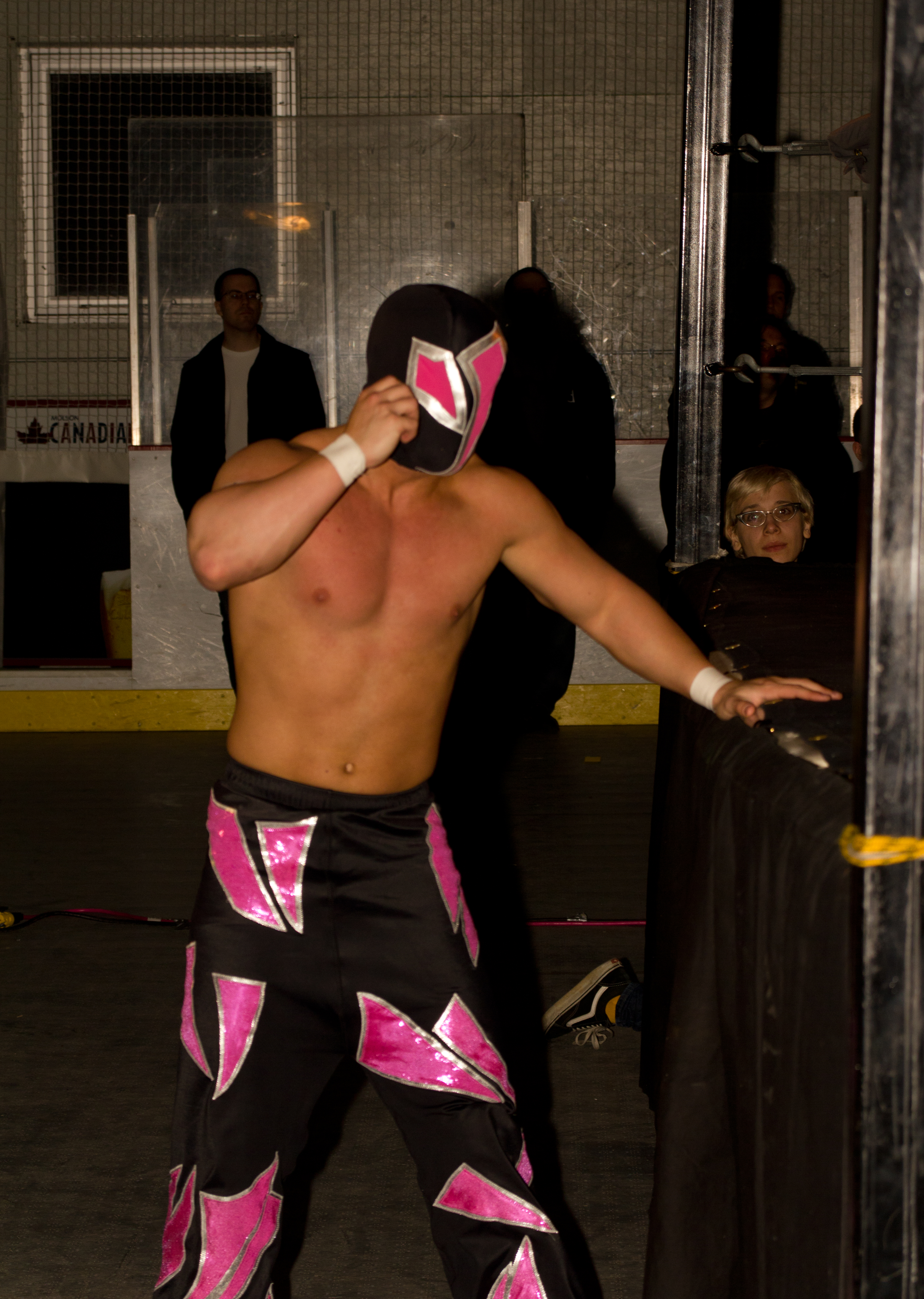
The Shard

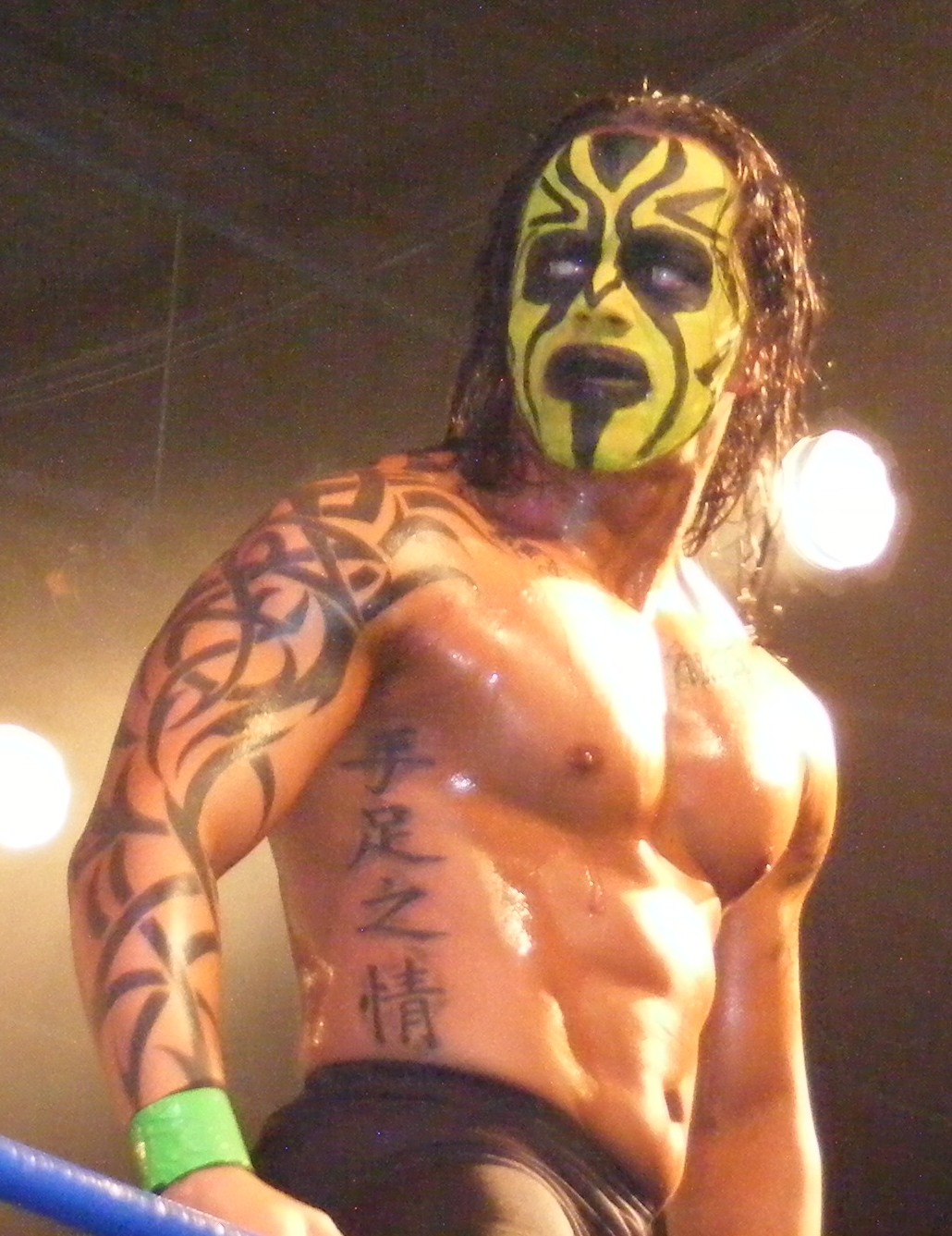
Kodama

| Ringnaam              | Echte naam              | Aantekening(en)                                         |
| --------------------- | ----------------------- | ------------------------------------------------------- |
| Eddie Kingston        | Edward Moore            | CHIKARA Grand Champion                                  |
| Jigsaw                | Ed McGuckin             | CHIKARA Campeonatos de Parejas Champion - met The Shard |
| The Shard             |                         | CHIKARA Campeonatos de Parejas Champion - met Jigsaw    |
| Mark Angelosetti      | Mark Angelosetti        | CHIKARA Young Lions Cup Champion                        |
| Fire Ant              |                         |                                                         |
| Green Ant             |                         |                                                         |
| assailANT             |                         |                                                         |
| Icarus                | Ron Grams               |                                                         |
| UltraMantis Black     |                         |                                                         |
| Hallowicked           |                         |                                                         |
| Frightmare            |                         |                                                         |
| Scott Parker          | Jeff Parker             |                                                         |
| Shane Matthews        | Matt Lee                |                                                         |
| Amasis                | Durrell Pratt           |                                                         |
| Delirious             | William Hunter Johnston |                                                         |
| Obariyon              | Chris Estrada           |                                                         |
| Kodama                | Louie Rodriguez         |                                                         |
| Kobald                |                         |                                                         |
| Gran Akuma            |                         |                                                         |
| Jakob Hammermeier     |                         |                                                         |
| Dasher Hatfield       |                         |                                                         |
| Blaster McMassive     | Thomas Stintsman        |                                                         |
| Max Smashmaster       |                         |                                                         |
| Saturyne              | Tamara McNeill          |                                                         |
| deviANT               |                         |                                                         |
| Missile Assault Ant   |                         |                                                         |
| Arctic Rescue Ant     |                         |                                                         |
| Orbit Adventure Ant   |                         |                                                         |
| Chuck Taylor          | Dustin Howard           |                                                         |
| Ice Cream, Jr.        |                         |                                                         |
| El Hijo del Ice Cream |                         |                                                         |
| Tim Donst             | Mike Hopes              |                                                         |

## Chikara-kampioenen
De huidige kampioenen (Update: 4 januari 2014)
| Kampioenschap                               | Huidige kampioen(en)                | Datum           | Vorige kampioen(en)                | Evenement                        |
| ------------------------------------------- | ----------------------------------- | --------------- | ---------------------------------- | -------------------------------- |
| CHIKARA Campeonatos de Parejas Championship | Max Smashmaster & Blaster McMassive | 6 december 2014 | Dasher Hatfield & Mark Angelosetti |                                  |
| CHIKARA Grand Championship                  | Icarus                              | 25 mei 2014     | Eddie Kingston                     | CHIKARA You Only Live Twice      |
| CHIKARA Young Lions Cup Championship        | Heidi Lovelace                      | 6 december 2014 | geen                               | CHIKARA/WIF! Tomorrow Never Dies |